# Crescent City, Illinois
Crescent City là một làng thuộc quận Iroquois, tiểu bang Illinois, Hoa Kỳ. Năm 2010, dân số của làng này là 615 người.

## Dân số
Dân số qua các năm:
- Năm 2000: 631 người.
- Năm 2010: 615 người.